# Estadio Olímpico Patria
Das Estadio Olímpico Patria (kurz: Estadio Patria) ist ein Fußballstadion mit Leichtathletikanlage in der bolivianischen Hauptstadt Sucre im Departamento Chuquisaca. Die am 14. Dezember 1992 eröffnete Sportstätte bietet 32.000 Zuschauern Platz. Das Stadion ist die Heimspielstätte der Fußballvereine Universitario de Sucre und Club Independiente Petrolero. Auf der Anlage wurden Partien der Copa América 1997 ausgetragen. Darüber hinaus wurde es für die Juegos Bolivarianos 2009 genutzt.